# Quicksilver (chanson)
Pour les articles homonymes, voir Quicksilver.
Pistes de More
More Blues A Spanish Piece
Quicksilver est une pièce instrumentale de Pink Floyd, figurant sur l'album More. C’est la onzième pièce de l’album. 
Elle apparaît aussi, sous une forme plus courte, durant le concept musical The Man and the Journey, sous le titre Sleep. La chanson consiste en une série d’effets sonores, souvent issues des techniques de la musique concrète. 

## Personnel
- David Gilmour - guitare, effets sonores
- Roger Waters - gong, effets sonores, bruits divers
- Richard Wright - orgue, vibraphone, effets sonores
- Nick Mason - percussions

## Liens
- Site officiel de Pink Floyd
- Site officiel de Roger Waters
- Site officiel de David Gilmour